# Associazione Sportiva Dilettantistica Mozzanica 2012-2013
Questa voce raccoglie le informazioni riguardanti l'Associazione Sportiva Dilettantistica Mozzanica nelle competizioni ufficiali della stagione 2012-2013.

## Rosa
Aggiornata al 12 febbraio 2013.
| N. |                   | Ruolo | Calciatrice         |
| -- | ----------------- | ----- | ------------------- |
|    | Italia (bandiera) | P     | Alessia Gritti      |
|    | Italia (bandiera) | P     | Melania Mazzurana   |
|    | Italia (bandiera) | D     | Jenny Dossi         |
|    | Italia (bandiera) | D     | Angela Locatelli    |
|    | Italia (bandiera) | D     | Giulia Rizzon       |
|    | Italia (bandiera) | D     | Marianna Rota       |
|    | Italia (bandiera) | D     | Francesca Sampietro |
|    | Italia (bandiera) | D     | Giorgia Spinelli    |
|    | Italia (bandiera) | D     | Francesca Tonani    |
|    | Italia (bandiera) | C     | Federica Asperti    |

| N. |                   | Ruolo | Calciatrice        |
| -- | ----------------- | ----- | ------------------ |
|    | Italia (bandiera) | C     | Maruska Bernardi   |
|    | Italia (bandiera) | C     | Claudia Mauri      |
|    | Italia (bandiera) | C     | Giulia Nasuti      |
|    | Italia (bandiera) | C     | Silvia Piva        |
|    | Italia (bandiera) | C     | Andrea Scarpellini |
|    | Italia (bandiera) | A     | Laura Bianchi      |
|    | Italia (bandiera) | A     | Elisa Perini       |
|    | Italia (bandiera) | A     | Chiara Piccinno    |
|    | Italia (bandiera) | A     | Stefania Tarenzi   |

## Calciomercato

### Sessione estiva
| Acquisti | Acquisti          | Acquisti    | Acquisti   |
| R.       | Nome              | da          | Modalità   |
| -------- | ----------------- | ----------- | ---------- |
| P        | Melania Mazzurana | San Martino | svincolata |
| C        | Silvia Piva       | ACF Milan   |            |

| Cessioni | Cessioni       | Cessioni  | Cessioni   |
| R.       | Nome           | a         | Modalità   |
| -------- | -------------- | --------- | ---------- |
| A        | Chantal Trezzi | Real Meda | svincolata |

## Risultati

### Serie A

#### Girone di andata
| Arbitro: | Federico Allegro (Padova) |

|                                   |           |                             |
| Cavallini 49’ Sedonati 76’ (rig.) | Marcatori | 39’ Tarenzi 73’ Scarpellini |

| Arbitro: | Calogero Modica (Lecco) |

|                 |           |  |
| Scarpellini 69’ | Marcatori |  |

| Arbitro: | Marco Mezzarobba (Conegliano) |

|             |           |          |
| Zanetti 40’ | Marcatori | 54’ Piva |

| Arbitro: | Giuseppe Gabriele Bertelli (Busto Arsizio) |

|  |           |                                                |
|  | Marcatori | 26’ Manieri 40’ Panico 76’ Fuselli 77’ Maendly |

| Arbitro: | Marco Della Croce (Rimini) |

|            |           |                 |
| Brutti 80’ | Marcatori | 40’ Scarpellini |

| Arbitro: | Mattia Cazzaniga (Lecco) |

|  |           |                              |
|  | Marcatori | 14’ Alborghetti 24’ Ferrandi |

| Monza 3 novembre 2012, ore 14:30 CET 7ª giornata | Fiammamonza                     | 0 – 0 referto | Mozzanica | Stadio Gino Alfonso Sada\| Arbitro: \| Federico Marco Bresich (Milano) \| |
| Arbitro:                                         | Federico Marco Bresich (Milano) |               |           |                                                                           |

| Arbitro: | Gianluca Bariola (Piacenza) |

|                                         |           |  |
| Tarenzi 59’ Dossi 67’ Piccinno 77’, 91’ | Marcatori |  |

| Arbitro: | Valentina Finzi (Foligno) |

|  |           |                                                 |
|  | Marcatori | 15’ (rig.) Piva 49’ Perini 58’ Mauri 90’ Rizzon |

| Arbitro: | Mohamed El Hadi (Rovereto) |

|             |           |  |
| Tarenzi 91’ | Marcatori |  |

| Arbitro: | Davide Ortona (Milano) |

|                                     |           |             |
| Gabbiadini 22’ Pini 39’ Girelli 46’ | Marcatori | 13’ Tarenzi |

| Arbitro: | Stefano Zeviani (Legnago) |

|             |           |             |
| Tarenzi 22’ | Marcatori | 90’ Tuttino |

| Arbitro: | Pietro Lattanzi (Milano) |

|                           |           |                        |
| Fusetti 5’ Ambrosetti 76’ | Marcatori | 27’ Piccinno 46’ Mauri |

| Arbitro: | Federico Di Giovanni (Brescia) |

|                      |           |  |
| Tarenzi 8’ Mauri 53’ | Marcatori |  |

| Roma 5 gennaio 2013, ore 15:00 CET 15ª giornata | Lazio CF                      | 0 – 0 referto | Mozzanica | Centro sp. La Borghesiana\| Arbitro: \| Matteo D'Ambrogio (Frosinone) \| |
| Arbitro:                                        | Matteo D'Ambrogio (Frosinone) |               |           |                                                                          |

#### Girone di ritorno
| Arbitro: | Andrea Giudici (Legnano) |

|                                         |           |                           |
| Piccinno 32’ Mauri 46’ Tarenzi 52’, 58’ | Marcatori | 79’ Cavallini 84’ Boattin |

| Arbitro: | Marco Lorenzo Ciccone (Ariano Irpino) |

|            |           |  |
| Pirone 24’ | Marcatori |  |

| Arbitro: | Lorenzo Gentile (Seregno) |

|  |           |                              |
|  | Marcatori | 45’ (rig.), 81’ Vicchiarello |

| Arbitro: | Andrea Saccoccio (Formia) |

|                                    |           |  |
| Tona 60’ Iannella 78’ Piacezzi 91’ | Marcatori |  |

| Arbitro: | Davide Pederzolli (Trento) |

|                                               |           |  |
| Tarenzi 36’, 46’ Scarpellini 48’ Spinelli 50’ | Marcatori |  |

| Arbitro: | Luca Pedretti (Lovere) |

|              |           |             |
| Sabatino 47’ | Marcatori | 52’ Tarenzi |

| Arbitro: | Paolo Fusi (Lecco) |

|           |           |             |
| Mauri 10’ | Marcatori | 58’ Gaburro |

| Arbitro: | Michele Giordano (Novara) |

|  |           |                                |
|  | Marcatori | 71’ Piva 85’ Tarenzi 88’ Mauri |

| Arbitro: | Gianluca Andreoletti (Bergamo) |

|               |           |                             |
| Fumagalli 59’ | Marcatori | 30’, 40’ Sodini 39’ Caccamo |

| Arbitro: | Antonio Borriello (Torre del Greco) |

|  |           |             |
|  | Marcatori | 39’ Bianchi |

| Arbitro: | Jacopo Fumagalli (Cremona) |

|              |           |             |
| Piccinno 45’ | Marcatori | 6’ Karlsson |

| Arbitro: | Alessandro Capovilla (Verona) |

|                                           |           |  |
| Bonetti 8’, 23’, 78’ Camporese 65’ (rig.) | Marcatori |  |

| Arbitro: | Enrico Bertozzi (Cesena) |

|                                          |           |  |
| Tarenzi 4’, 65’ Piccinno 38’ Bianchi 76’ | Marcatori |  |

| San Sisto, Perugia 27 aprile 2013, ore 15:00 CEST 29ª giornata | Grifo Perugia                    | 0 – 0 referto | Mozzanica | Stadio Comunale\| Arbitro: \| Giacomo Pompei Poentini (Pesaro) \| |
| Arbitro:                                                       | Giacomo Pompei Poentini (Pesaro) |               |           |                                                                   |

| Arbitro: | Niccolò Zizza (Finale Emilia) |

|                              |           |                                 |
| Tarenzi 45’, 57’ Bianchi 70’ | Marcatori | 16’, 48’, 53’ Marchese 89’ Tata |

### Coppa Italia

#### Primo turno
| Azzano San Paolo 2 settembre 2012, ore 15:30 CEST Primo turno | Orobica | 0 – 5 | Mozzanica | Campo sp. centrale, campo 1 |

#### Secondo turno
| Mozzanica 9 settembre 2012, ore 15:30 CEST Secondo turno | Mozzanica | 6 – 0 | Fortitudo Mozzecane | Stadio Comunale |

#### Ottavi di finale
| Arbitro: | Simone Degli Esposti (Bologna) |

|                             |           |                 |
| Girelli 45’ (rig.) Pini 70’ | Marcatori | 80’ (rig.) Piva |

## Statistiche
Statistiche aggiornate al 4 maggio 2013.

### Statistiche di squadra
| Competizione | Punti | In casa | In casa | In casa | In casa | In casa | In casa | In trasferta | In trasferta | In trasferta | In trasferta | In trasferta | In trasferta | Totale | Totale | Totale | Totale | Totale | Totale | DR  |
| Competizione | Punti | G       | V       | N       | P       | Gf      | Gs      | G            | V            | N            | P            | Gf           | Gs           | G      | V      | N      | P      | Gf     | Gs     | DR  |
| ------------ | ----- | ------- | ------- | ------- | ------- | ------- | ------- | ------------ | ------------ | ------------ | ------------ | ------------ | ------------ | ------ | ------ | ------ | ------ | ------ | ------ | --- |
| Serie A      | 41    | 15      | 7       | 3       | 5       | 27      | 20      | 15           | 3            | 8            | 4            | 16           | 18           | 30     | 10     | 11     | 9      | 43     | 38     | +5  |
| Coppa Italia | -     | 1       | 1       | 0       | 0       | 6       | 0       | 2            | 1            | 0            | 1            | 6            | 2            | 3      | 2      | 0      | 1      | 12     | 2      | +10 |
| Totale       | -     | 16      | 8       | 3       | 5       | 33      | 20      | 17           | 4            | 8            | 5            | 22           | 20           | 33     | 12     | 11     | 10     | 55     | 40     |     |

### Andamento in campionato
| Giornata  | 1 | 2 | 3 | 4 | 5 | 6 | 7 | 8 | 9 | 10 | 11 | 12 | 13 | 14 | 15 | 16 | 17 | 18 | 19 | 20 | 21 | 22 | 23 | 24 | 25 | 26 | 27 | 28 | 29 | 30 |
| --------- | - | - | - | - | - | - | - | - | - | -- | -- | -- | -- | -- | -- | -- | -- | -- | -- | -- | -- | -- | -- | -- | -- | -- | -- | -- | -- | -- |
| Luogo     | T | C | T | C | T | C | T | C | T | C  | T  | C  | T  | C  | T  | C  | T  | C  | T  | C  | T  | C  | T  | C  | T  | C  | T  | C  | T  | C  |
| Risultato | N | V | N | P | N | P | N | V | V | V  | P  | N  | N  | V  | N  | V  | P  | P  | P  | V  | N  | N  | V  | P  | V  | N  | P  | V  | N  | P  |
| Posizione |   |   |   |   |   |   |   |   |   |    |    |    |    |    |    |    |    |    |    |    |    |    |    |    |    |    |    |    |    | 7  |

Legenda:

Luogo: C = Casa; T = Trasferta. Risultato: V = Vittoria; N = Pareggio; P = Sconfitta.

### Statistiche delle giocatrici
| Giocatore      | Serie A  | Serie A | Serie A     | Serie A    | Coppa Italia | Coppa Italia | Coppa Italia | Coppa Italia | Totale   | Totale | Totale      | Totale     |
| Giocatore      | Presenze | Reti    | Ammonizioni | Espulsioni | Presenze     | Reti         | Ammonizioni  | Espulsioni   | Presenze | Reti   | Ammonizioni | Espulsioni |
| -------------- | -------- | ------- | ----------- | ---------- | ------------ | ------------ | ------------ | ------------ | -------- | ------ | ----------- | ---------- |
| F. Asperti     | 4        | 0       | 0           | 0          | ?            | ?            | ?            | ?            | 4+       | 0+     | 0+          | 0+         |
| M. Bernardi    | 4        | 0       | 0           | 0          | ?            | ?            | ?            | ?            | 4+       | 0+     | 0+          | 0+         |
| L. Bianchi     | 23       | 3       | 0           | 0          | ?            | ?            | ?            | ?            | 23+      | 3+     | 0+          | 0+         |
| F. Cavagna     | 2        | -2      | 0           | 0          | ?            | ?            | ?            | ?            | 2+       | -2+    | 0+          | 0+         |
| J. Dossi       | 28       | 1       | 4           | 1          | ?            | ?            | ?            | ?            | 28+      | 1+     | 4+          | 1+         |
| F. Fumagalli   | 14       | 1       | 0           | 0          | ?            | ?            | ?            | ?            | 14+      | 1+     | 0+          | 0+         |
| N. Garavelli   | 3        | 0       | 0           | 0          | ?            | ?            | ?            | ?            | 3+       | 0+     | 0+          | 0+         |
| A. Gritti      | 27       | -31     | 0           | 1          | ?            | ?            | ?            | ?            | 27+      | -31+   | 0+          | 1+         |
| A. Locatelli   | 30       | 0       | 3           | 0          | ?            | ?            | ?            | ?            | 30+      | 0+     | 3+          | 0+         |
| C. Mauri       | 29       | 6       | 6           | 0          | ?            | ?            | ?            | ?            | 29+      | 6+     | 6+          | 0+         |
| M. Mazzurana   | 2        | -5      | 0           | 0          | ?            | ?            | ?            | ?            | 2+       | -5+    | 0+          | 0+         |
| G. Nasuti      | 30       | 0       | 1           | 0          | ?            | ?            | ?            | ?            | 30+      | 0+     | 1+          | 0+         |
| M. Orlando     | 0        | 0       | 0           | 0          | ?            | ?            | ?            | ?            | 0+       | 0+     | 0+          | 0+         |
| S. Pagliari    | 3        | 0       | 0           | 0          | ?            | ?            | ?            | ?            | 3+       | 0+     | 0+          | 0+         |
| G. Pellegrini  | 8        | 0       | 0           | 0          | ?            | ?            | ?            | ?            | 8+       | 0+     | 0+          | 0+         |
| E. Perini      | 24       | 1       | 1           | 1          | ?            | ?            | ?            | ?            | 24+      | 1+     | 1+          | 1+         |
| C. Piccinno    | 24       | 6       | 3           | 0          | ?            | ?            | ?            | ?            | 24+      | 6+     | 3+          | 0+         |
| S. Piva        | 16       | 3       | 1           | 0          | ?            | ?            | ?            | ?            | 16+      | 3+     | 1+          | 0+         |
| G. Rizzon      | 25       | 1       | 0           | 0          | ?            | ?            | ?            | ?            | 25+      | 1+     | 0+          | 0+         |
| M. Rota        | 4        | 0       | 1           | 0          | ?            | ?            | ?            | ?            | 4+       | 0+     | 1+          | 0+         |
| F. Sampietro   | 14       | 0       | 2           | 0          | ?            | ?            | ?            | ?            | 14+      | 0+     | 2+          | 0+         |
| A. Scarpellini | 27       | 4       | 3           | 0          | ?            | ?            | ?            | ?            | 27+      | 4+     | 3+          | 0+         |
| G. Spinelli    | 16       | 1       | 1           | 0          | ?            | ?            | ?            | ?            | 16+      | 1+     | 1+          | 0+         |
| S. Tarenzi     | 28       | 16      | 1           | 0          | ?            | ?            | ?            | ?            | 28+      | 16+    | 1+          | 0+         |
| F. Tonani      | 25       | 0       | 3           | 0          | ?            | ?            | ?            | ?            | 25+      | 0+     | 3+          | 0+         |